# Mateusz Sandorf

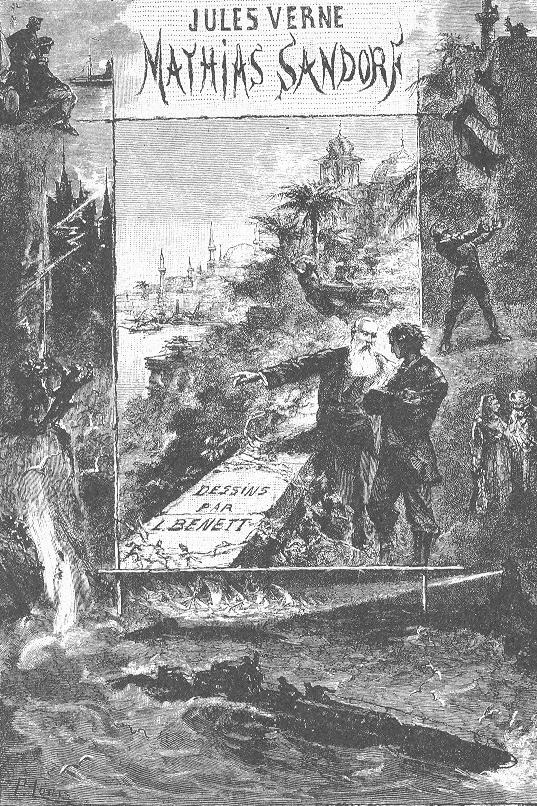
Strona tytułowa powieści

Mateusz Sandorf (inne wersje tytułów polskich tłumaczeń: Hrabia Sandorf, Matyas Sandor, fr. Mathias Sandorf, 1885) – trzytomowa powieść Juliusza Verne’a z cyklu Niezwykłe podróże.
Fabuła jest trochę podobna do napisanej w 1844 r. powieści Aleksandra Dumasa (ojca) Hrabia Monte Christo.
Pierwszy polski przekład pojawił się w odcinkach w 1885, a w postaci książkowej w 1926.

## Zarys fabuły
W 1867 roku dwóch przestępców znajduje zaszyfrowaną wiadomość i odkrywa spisek mający na celu wyzwolenie Węgier. Wspólnie ze skorumpowanym bankierem dostarczają wiadomość policji w zamian za nagrodę.
Trzej węgierscy spiskowcy zostają aresztowani i skazani na śmierć. Jednak jednemu udaje się uciec i zaczyna się mścić.